# Karl Heinrich Bauer

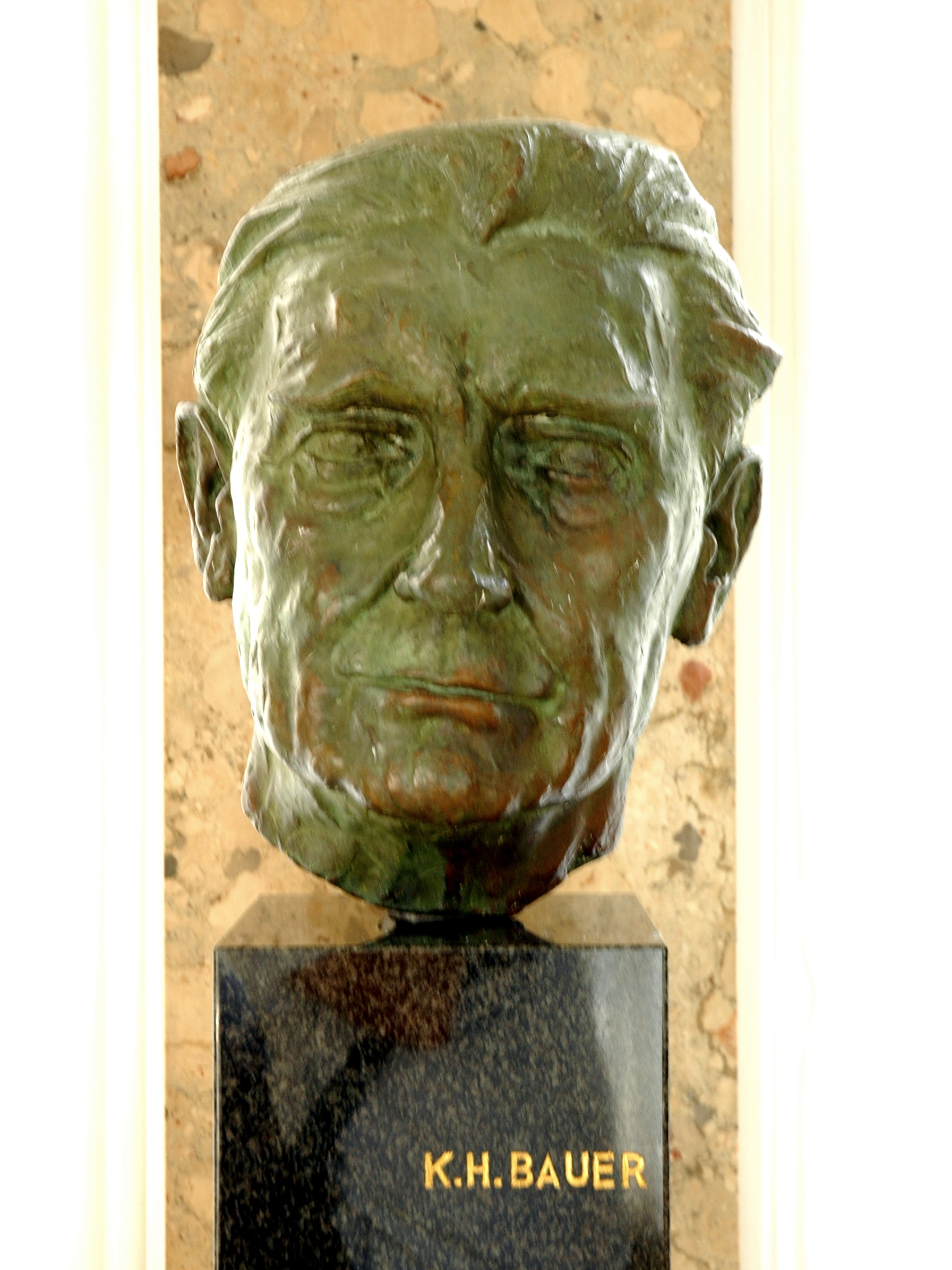
Heidelberg – Chirurgische Klinik – Karl Heinrich Bauer

Karl Heinrich Bauer (* 26. September 1890 in Schwärzdorf, Oberfranken; † 7. Juli 1978 in Heidelberg) war ein deutscher Chirurg und Hochschullehrer in Breslau und Heidelberg. Er war unter anderem Mitherausgeber humangenetischer Publikationen, Direktor der Chirurgischen Universitätsklinik in Heidelberg, erster Direktor einer deutschen Universität nach 1945 und Initiator eines 1964 gegründeten Krebsforschungsinstituts in Heidelberg.

## Leben
Karl Heinrich Bauer besuchte von 1900 bis 1909 das Neue Gymnasium Bamberg. Nach dem Abitur studierte er Medizin an der Friedrich-Alexander-Universität in Erlangen. 1909 wurde er in der Burschenschaft der Bubenreuther aktiv. Als Inaktiver wechselte er an die  Ruprecht-Karls-Universität Heidelberg, die Ludwig-Maximilians-Universität München und die Julius-Maximilians-Universität Würzburg, wo er 1914 das Staatsexamen ablegte und 1917 zum Dr. med. promoviert wurde.
Im Ersten Weltkrieg kam Bauer als Truppenarzt zum Einsatz. 1918 ging er an das Pathologische Institut im Universitätsklinikum Freiburg, wo er als Assistent von Ludwig Aschoff tätig war. 1923 habilitierte er sich in Göttingen. Im weiteren Verlauf seiner wissenschaftlichen Karriere widmete er sich hauptsächlich der Krebsforschung. 1928 veröffentlichte er seine bereits 1924 von ihm diskutierte Mutationstheorie der Geschwulst-Entstehung, die erstmals die Entstehung von Krebserkrankungen erklären sollte. Drei Jahre zuvor (1925) hatte er mit der Abhandlung Rassenhygiene. Ihre biologischen Grundlagen ein populärwissenschaftliches Werk veröffentlicht, das ihm später in der Bundesrepublik den Vorwurf einbrachte, er sei ein Befürworter der NS-Rassenlehre gewesen. Bauer war befreundet mit dem Zoologen und Humangenetiker Günther Just. 1932 folgte Bauer dem Ruf der Schlesischen Friedrich-Wilhelms-Universität Breslau. Dort war einer seiner Schüler Hans Gummel, der 1972 mit dem Zentralinstitut für Krebsforschung in Berlin-Buch die wichtigste Einrichtung in der Deutschen Demokratischen Republik für die Erforschung und Behandlung von Krebserkrankungen gründete. In Breslau und Heidelberg war Bauer Beratender Chirurg der Wehrmacht.
In der Zeit des Nationalsozialismus hatte Bauer wegen seiner „nichtarischen“ Frau immer wieder Schwierigkeiten. 1934 publizierte er in der Fachzeitschrift Der Chirurg einen Beitrag, in dem er „zur Ausmerze von Erbübeln“ eine „Unfruchtbarmachung schwer Erbkranker“ befürwortete. Am 1. Januar 1943 übernahm Bauer die Leitung der Chirurgischen Klinik der Heidelberger Universität und wurde Beirat der von Günther Just mit Bauer und Ernst Kretschmer neu gegründeten Deutschen Gesellschaft für Konstitutionsforschung. 1944 gehörte er dem wissenschaftlichen Beirat Karl Brandts, des Generalkommissars für das Sanitäts- und Gesundheitswesen, an, nach welchem nach Kriegsende die „Aktion Brandt“ benannt wurde.
Bauer gehört zu den wenigen Persönlichkeiten, die kraft ihrer professoralen Autorität Abstand und Nähe zum Nationalsozialismus und gegen Ende sogar oppositionelles Verhalten gezeigt haben: So hielt er zum 30. Januar 1945, dem Gedenktag der „Machtergreifung“, keine Durchhalterede im Heidelberger Lazarett, sondern appellierte an christliche Tugenden und erbat Gottes Hilfe.
In der Sowjetischen Besatzungszone wurde die von Bauer zusammen mit Felix von Mikulicz-Radecki verfasste Schrift Die Praxis der Sterilisierungs-Operationen (J. A. Barth, Leipzig 1936) auf die Liste der auszusondernden Literatur gesetzt.
Nach dem Ende des Zweiten Weltkrieges und dem Einmarsch der Amerikaner wurde die Universität geschlossen. Bauer war zusammen mit Karl Jaspers treibende Kraft der Wiedereröffnung der Universität am 15. August 1945, deren erster Nachkriegsrektor er wurde. Als Vertreter der Hochschulen war er 1946 Mitglied der Vorläufigen Volksvertretung für Württemberg-Baden. Bereits 1944 an Darmkrebs erkrankt, musste er sich aufgrund der Verschlechterung seines Zustandes 1946 vom Rektorat zurückziehen, um sich  mehreren Operationen zu unterziehen, und rechnete ernsthaft mit der Möglichkeit seines baldigen Todes. Er gesundete jedoch und konnte sein Wirken als Chirurg und Chefarzt sowie seine Lehr-, Forschungs- und Organisationstätigkeit wieder aufnehmen. 1949 veröffentlichte er Das Krebsproblem, eine Zusammenfassung der Probleme und Lösungen in der onkologischen Forschung. Er organisierte mehrere große Kongresse, so 1952 und 1958 die Jahrestagungen der Deutschen Gesellschaft für Chirurgie, deren Präsident er war und die seit 1981 alle drei Jahre den Karl-Heinrich-Bauer-Preis für Chirurgische Tumorforschung verleiht, sowie die 100. Tagung der Gesellschaft Deutscher Naturforscher und Ärzte 1958 in Wiesbaden, auf der Karl Jaspers einen Vortrag Der Arzt im technischen Zeitalter hielt. 1957 bis 1958 war er Vorsitzender der Gesellschaft Deutscher Naturforscher und Ärzte. Karl-Heinrich Bauer verstarb im Juli 1978 an den Folgen eines metastasierenden Prostatacarcinoms.
Im Erdgeschoss der Chirurgischen Universitätsklinik Heidelberg sowie im Foyer des Kongresszentrums des Deutschen Krebsforschungszentrum befindet sich jeweils eine Büste von Karl Heinrich Bauer.

## Besondere Leistungen
Karl Heinrich Bauer war nach Abschluss seiner eigentlichen Berufstätigkeit einer der Gründer des Deutschen Krebsforschungszentrums (DKFZ, 1964) in Heidelberg. Auf seinen Forschungen beruht die moderne Onkologie. Er sorgte für die Modernisierung des deutschen Rettungsdienstes. Die Entwicklung des Klinomobils, eines fahrenden Operationssaales, geht auf ihn zurück. Bauer setzte sich auch vehement für die Gurtpflicht im Auto und für ein allgemeines Tempolimit ein. Er förderte maßgeblich den Aufbau der Schwesternschule der Universität Heidelberg als die erste Akademisierung der Pflege in der Nachkriegszeit nach dem Zweiten Weltkrieg in Deutschland.

## Ehrungen
Bauer war Träger etlicher Preise und Mitglied zahlreicher wissenschaftlicher Gesellschaften.
- 1949: Ehrensenator der Universität Heidelberg
- 1951 und 1958: Ehrenmitglied der Deutschen Gesellschaft für Chirurgie

- 1952: Wahl in die Deutsche Akademie der Naturforscher Leopoldina

- 1955: Großes Bundesverdienstkreuz

- 1962: Mitglied der Heidelberger Akademie der Wissenschaften

- 1963: Ehrendoktorwürde der Medizinischen Fakultät der Universität Graz
- 1965: Großes Bundesverdienstkreuz mit Stern
- 1970: Großes Bundesverdienstkreuz mit Stern und Schulterband
- 1975: Bürgermedaille der Stadt Heidelberg
- 1975: Große Verdienstmedaille des Landkreises Kronach
- 1975: Verdienstmedaille des Landes Baden-Württemberg[21]
- Ehrenmitglied der Vereinigung Nordwestdeutscher Chirurgen[22]

Die Karl-Heinrich-Bauer-Medaille wird seit 1994 von der Deutschen Krebsgesellschaft e. V. für besondere Verdienste in der Krebsforschung verliehen. Alle drei Jahre wird der mit 4000 Euro dotierte Karl-Heinrich-Bauer-Preis von der Deutschen Gesellschaft für Chirurgie vergeben.

## Veröffentlichungen
- Rassenhygiene. Ihre biologischen Grundlagen. Quelle & Meyer, Leipzig 1926 [= Ausgabe 1925]
- Mutationstheorie der Geschwulstentstehung. Berlin 1928.
- mit Günther Just, Ernst Hanhart u. a.: Handbuch der Erbbiologie des Menschen. 7 Bände. Julius Springer, Berlin 1939–1940.
- als Hrsg. mit Günther Just: Zeitschrift für menschliche Vererbungs- und Konstitutionslehre. Fortsetzung der Zeitschrift für Konstitutionslehre, begründet von Julius Tandler. Unter Mitwirkung von W. Albrecht, C. B. Davenport, E. Kretschmer, O. Kroth, H. Lundborg, O. Naegeli, M. von Pfaundler, H. Reiter, R. Rössle, H. W. Siemens, O. Freiherr v. Verschuer und A. Vogt. Verlag von Julius Springer, Berlin 1935 ff. (aus der Zeitschrift für die gesamte Anatomie ausgegliederte Publikation[23]).
- als Hrsg.: Vom neuen Geist der Universität. Dokumente, Reden und Vorträge 1945–1946. Springer, Berlin 1947.
- Das Krebsproblem. Berlin 1949.
- als Bearbeiter mit Rudolf Stich: Carl Garrè, Lehrbuch der Chirurgie. 14. und 15. Auflage, bearbeitet von Rudolf Stich und Karl Heinrich Bauer. Berlin/Göttingen/Heidelberg 1949.
- Sakro-abdominale Rektumexstirpation. In: Der Chirurg. Band 23, 1952, S. 145 ff.
- Erste chirurgische Hilfe am Notfallort bei Verkehrsunfällen. In: Unfallheilkunde. Band 56, 1958, S. 9 ff.
- Briefwechsel 1945–1968. K. H. Bauer und Karl Jaspers. Hrsg. Renato de Rosa. Springer, Berlin 1983, ISBN 3-540-12102-1.